# São Pedro da Barras fästning
São Pedro da Barras fästning (portugisiska: Fortaleza de São Pedro da Barra) är en fästning i Angolas huvudstad Luanda. Den är belägen på den gamla höjden Kassandama i stadsdelen Ngola Kiluange. Byggnaden har en oregelbunden plan anpassad efter terrängen. Den har en vitkalkad fasad. Fästningen är i mycket dåligt skick, men i dess inre finns bevarad vacker keramik med afrikanska motiv.

## Historia
1663 beslutade Alfonso VI av Portugal att förstärka försvaret av Luandas hamn. 1703 ersattes denna enklare anläggning av San Pedro de la Barras fästning.
Fästningens kom sedan att användas för att förvara slavar på väg till Amerika. Fästningen blev ett nationalmonument efter det provinsiella dekretet nummer 1057, den 9 september 1932.
Idag är anläggningen i mycket dåligt skick men har likväl blivit förärad en plats på Angolas tentativa världsarvslista.